# 建成环境
建成环境，是指为包括大型城市环境在内的人类活动而提供的人造环境。
在建筑学和环境心理学中，该术语是一个每年建筑师建造于工业世界局部建筑物的实际确认，这也是建成环境使用者所遇到的和传统城市规划、運輸工程、分区制决策者、建筑师、室内设计、工业设计等交叉学界之间的问题。纵观历史，大部分的建成环境采用了乡土建筑的形式，这也是世界上大部分地区所使用的。在工业社会，大量建造了许多建筑，但却离最终使用者越来越远。 
在景观设计中，建成环境被定义成自然环境的反义词，但要承认，比如中央公园是完全人造的，却会有对自然环境质量的视觉、触觉和供给，这就模糊了两者之间的界限。
在城市规划中，该术语意味着大量人造人类环境的含义，这些人造环境既有广阔性又有聚集性，其功能就如消耗资源、处理废物、促进企业生产的生物体一样。最近也有观点认为对建成环境的研究和言论对公共卫生产生影响。（参见www.activelivingbydesign.org （页面存档备份，存于））。